# Marie Brunclíková

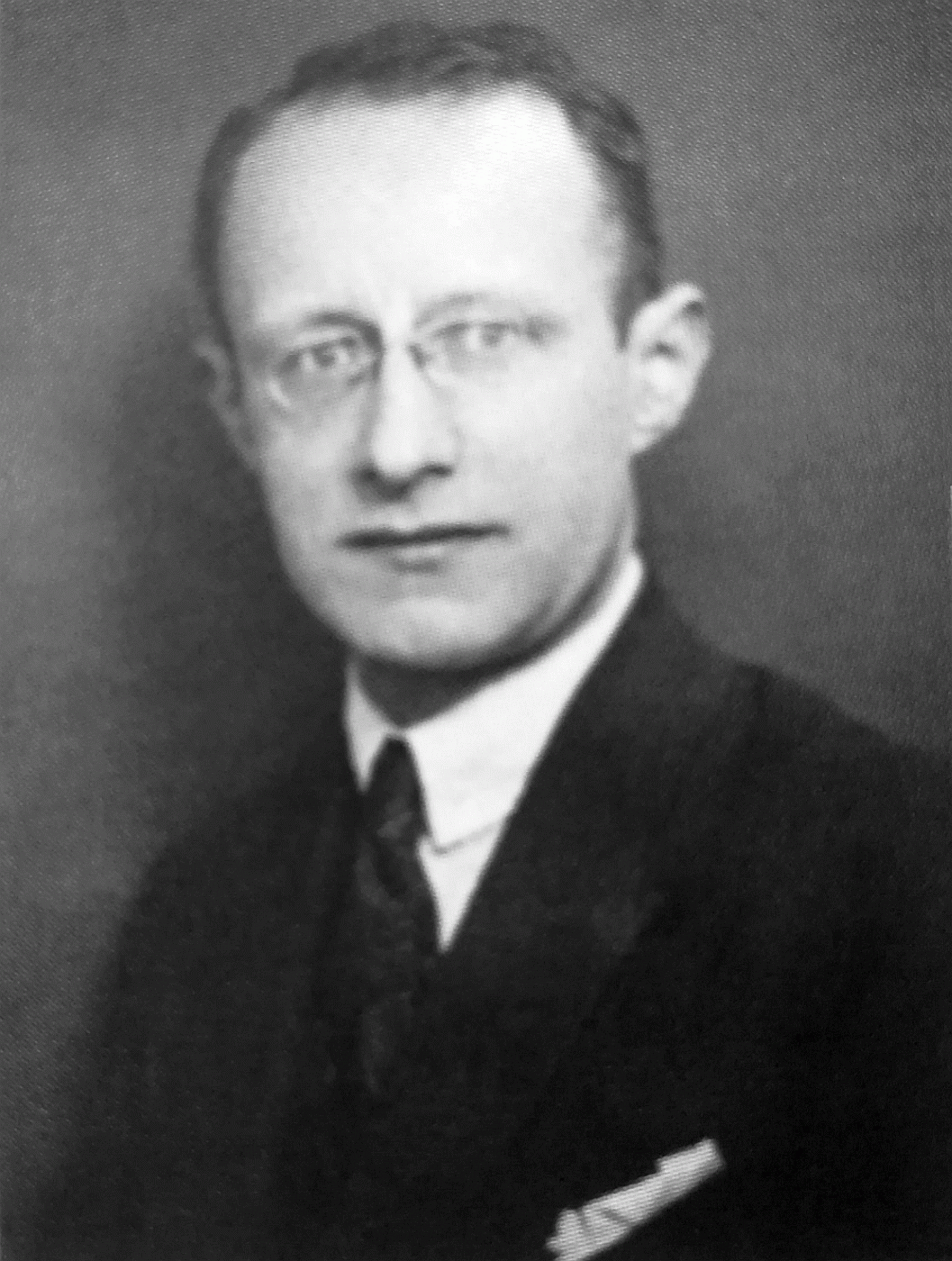
Manžel Marie Brunclíkové - Emil Brunclík (1898–1942)

Marie Brunclíková (24. července 1898, Písek – 24. října 1942 Koncentrační tábor Mauthausen) byla česká odbojářka z období druhé světové války popravená nacisty.

## Život

### Rodinné poměry
Marie Brunclíková rozená Gregorová se narodila (24. července 1898 v Písku. Jejím otcem byl městský hospodářský adjunkt v Písku Josef Gregora, její matkou byla Marie Gregorová, rozená Vrbová. Byla provdána za Emila Brunclíka a spolu s ním žila na pražských Vinohradech na adrese: Lucemburská 1578/25; Praha 3.

### Odbojové aktivity
Marie Brunclíková spolupracovala po německé okupaci s redakcí vydávající ilegální časopis V boj. Společně se svým manželem Emilem se podílela na ukrývání britského letce a uprchlého válečného zajatce majora Ronalda Littledalea, kterému pomáhali také Zdenka Paková, manželé Markéta a Vladimír Bergauerovi a PhDr. Gertruda Šašková. Major Ronald Littledale se od Zdenky Pakové přemístil k manželům Bergauerovým a Vladimír Bergauer s pomocí svých přátel zorganizoval jeho útěk do Švýcarska. Na cestě do Švýcarska doprovázela Ronalda Littledalea dne 15. května 1942 až do Vimperka Gertruda Šašková. Přechod hranice mezi Rakouskem a Švýcarskem se ale nezdařil a při zpáteční cestě byl Littledale na nádraží ve Vimperku zatčen. Německá policie vystopovala i jeho doprovod – Gertrudu Šaškovou. Ta byla 18. června 1942 zatčena ve svém bytě. Littledale po zadržení prozradil jména svých ukrývatelů.

### Zatýkání, věznění, výslechy, soud, …
Manželé Bergauerovi jakož i Zdenka Paková byli dne 30. června 1942 zatčeni gestapem. Téhož dne byla zatčena i Marie Brunclíková a její manžel Emil Brunclík. Marie byla vyslýchána a vězněna nejprve v policejní vazbě v Praze, později v Malé pevnosti Terezín. V nepřítomnosti byla odsouzena německým stanným soudem k trestu smrti. Následně byla deportována do KT Mauthausen, kde byla zastřelena ranou do týla při fingované zdravotní prohlídce dne 24. října 1942 v 9.18.

## Připomínky
- Její jméno (Brunclíková Marie * 24. 7. 1898) i jméno jejího manžela (Brunclík Emil * 11. 1. 1889) je uvedeno na pomníku při pravoslavném chrámu svatého Cyrila a Metoděje (adresa: Praha 2, Resslova 9a). Pomník byl odhalen 26. ledna 2011 a je součástí Národního památníku obětí heydrichiády.[7][8] Dne 23. října 2023 byla odhalena na připomínku manželů Brunclíkových pamětní deska na domě v Lucemburské ulici, čp. 1578.
- Pamětní deska umístěná na vnější fasádě činžovního domu na adrese Lucemburská 1578/25, 130 00 Praha 3 - Žižkov (GPS souřadnice: 50.0792881N, 14.4559825E) připomíná manžele Marii Brunclíkovou a Emila Brunclíka, kteří v roce 1942 ukrývali britského podplukovníka Ronalda Boltona Littledalea (Ronald Bolton Littledale). Deska byla slavnostně odhalena v pondělí 23. října 2023 v 17.00 hodin za přítomnosti členů Iniciativy A (Karel Polata), Československé obce legionářské (ČsOL) a městské části Praha 3. Zbudování pamětní desky financovala městská část Praha 3.[9][10] Na pamětní desce je nápis: V tomto domě žili obětaví členové odboje, manželé // Marie a Emil / BRUNCLÍKOVI // Spolupracovali s redakcí ilegálního časopisu „V boj“, / podíleli se na ukrývání britského pplk. R. B. Littledalea. / Byli zavražděni 24.10.1942 v KT Mauthausen, / společně s podporovateli operace ANTHROPOID.

## Galerie

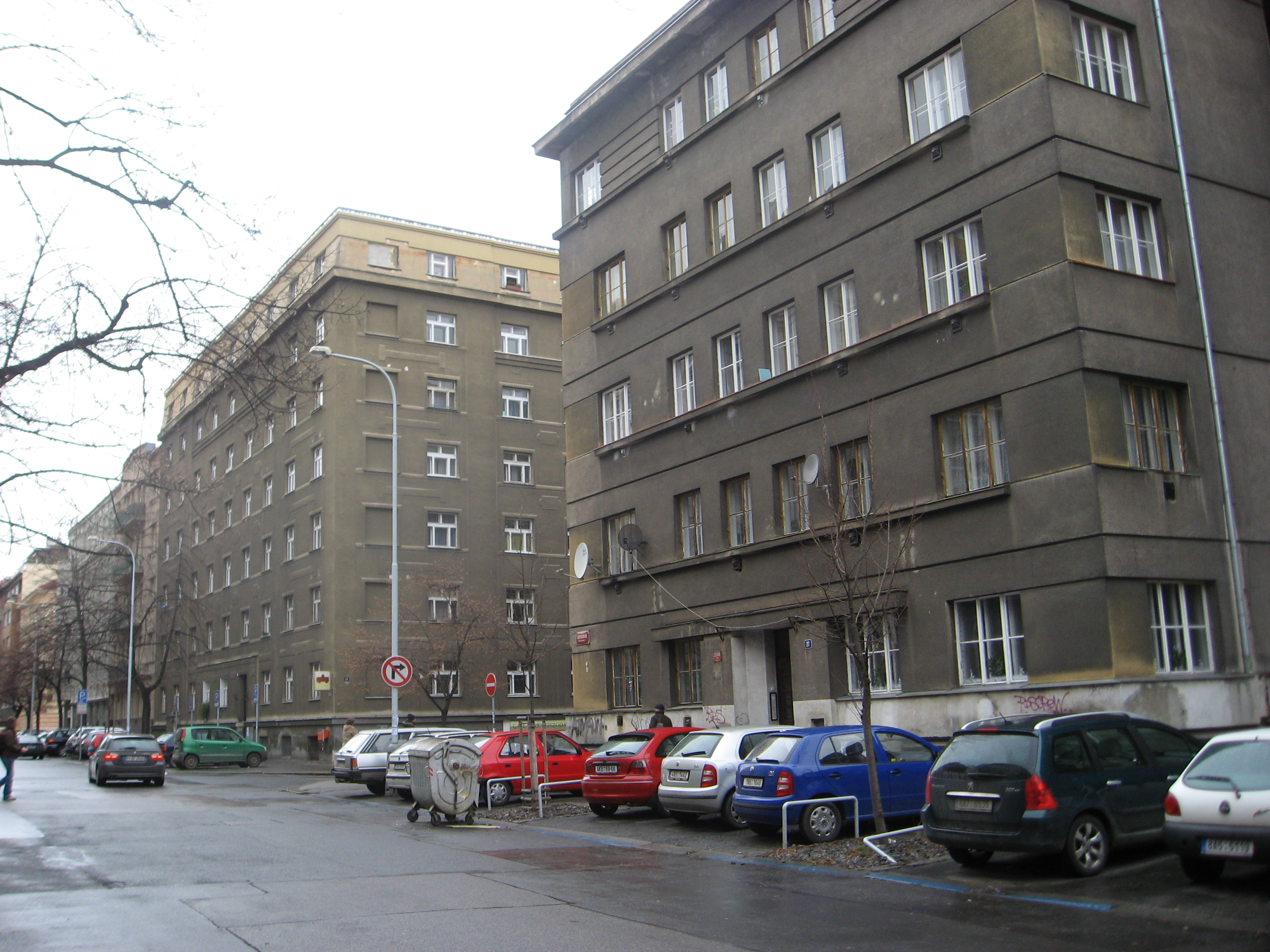
Rohový dům na adrese Lucemburská 1578/25, 130 00 Praha 3 - Žižkov, je v levé polovině snímku (se světlejší barvou omítky)
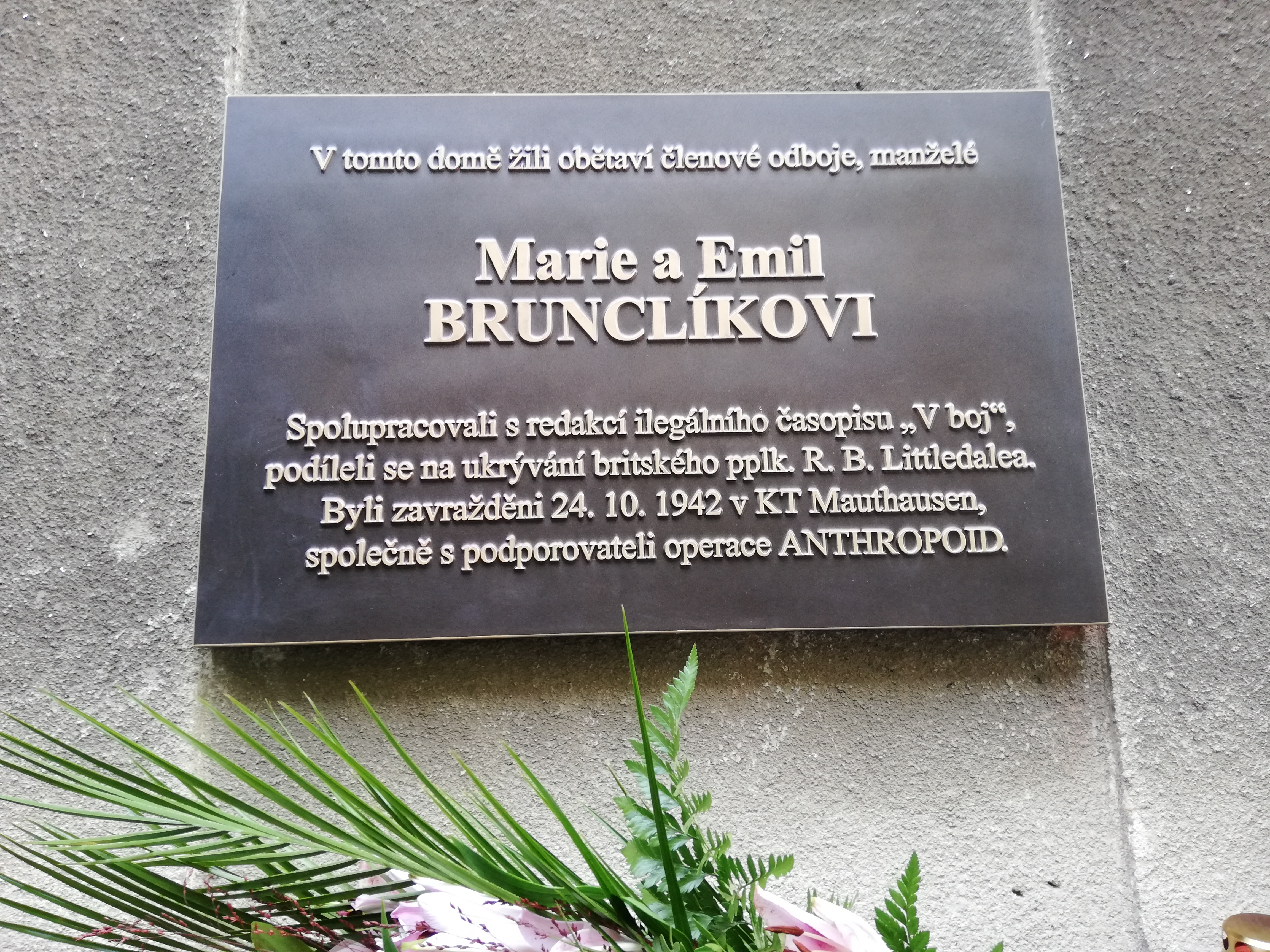
Pamětní deska na domě v Lucemburské ulici
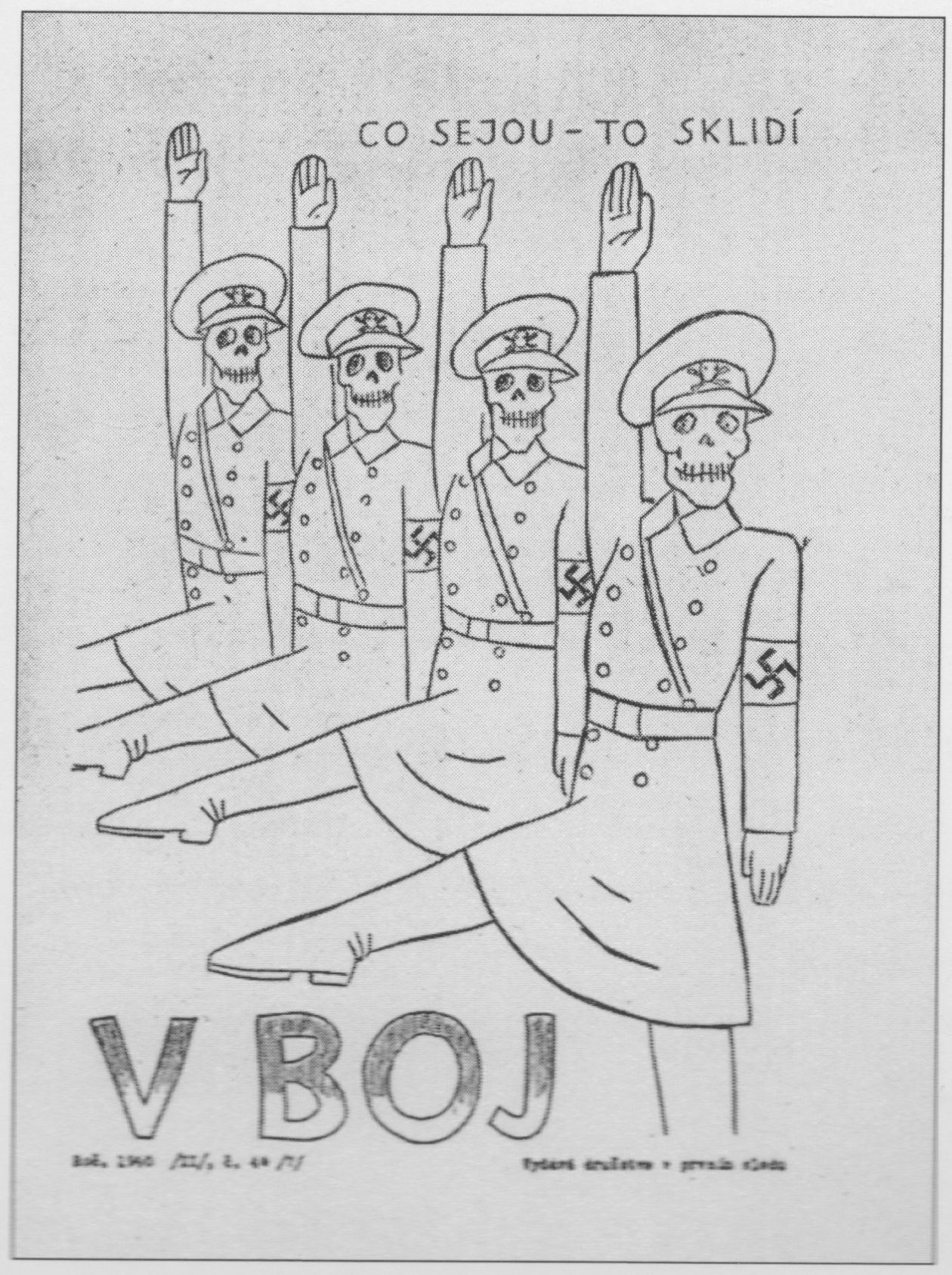
Titulní strana jednoho z výtisků ilegálního časopisu V boj
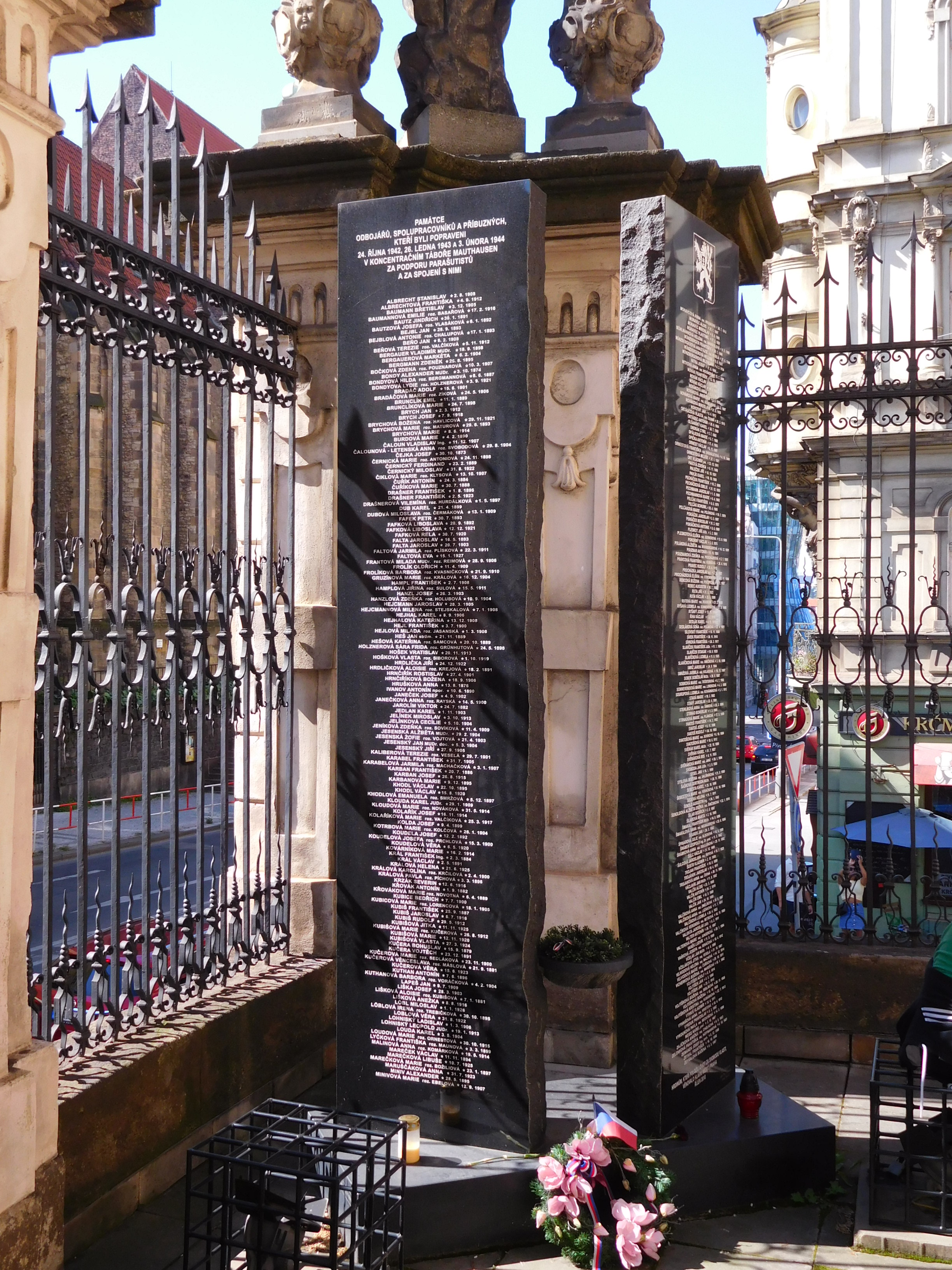
Pomník odbojářům popraveným a umučeným v souvislostí s operací Anthropoid (Resslova ulice)